# نشيد سريلانكا الوطني
النشيد الوطني السريلانكي (بالسنهالية: ශ්‍රී ලංකා මාතා)‏، (بالتاميلية: ஸ்ரீ லங்கா தாயே)‏ هو سريلانكا ماثا، وتعني أمنا سريلانكا. كلماته وموسيقاه من تأليف أناندا ساماراكون في 1940، وتم اعتماده رسميا في 1951. كان النشيد في الأصل مجرد أغنية وطنية تتغنى بالحرية والوحدة والاستقلال، ولم يؤلفها ساماراكون بنية اعتمادها كنشيد وطني.
حازت الأغنية، خلال الأربعينات شعبية كبيرة، واعتمدت، بصفة غير رسمية، كنشيد وطني ثلاث سنوات بعد استقلال سريلانكا. في 1978، تمت دسترة النشيد وترسيمه في ثاني دساتير الجمهورية. النشيد السريلانكي يغنى بلغتين: السنهالية والتاملية، مع استعمال للصيغة السنهالية في غالبية الاستعراضات الرسمية.